# Regione di Oio
La regione di Oio è una regione della Guinea-Bissau, avente come capoluogo Farim.
Confina a nord con il Senegal; ad est con la Regione di Bafatá; a sud con la Regione di Quinara; ad ovest con la Regione di Cacheu, la Regione di Biombo e con il Settore Autonomo di Bissau.

## Settori
La Regione di Oio è divisa in cinque settori:
- Bissorã
- Farim
- Mansabá
- Mansôa
- Nhacra